# Greg Pateryn
Gregory „Greg“ Pateryn (* 20. Juni 1990 in Sterling Heights, Michigan) ist ein ehemaliger US-amerikanischer Eishockeyspieler und derzeitiger -scout, der im Verlauf seiner aktiven Karriere zwischen 2008 und 2022 unter anderem 297 Spiele für die Canadiens de Montréal, Dallas Stars, Minnesota Wild, Colorado Avalanche, San Jose Sharks und Anaheim Ducks in der National Hockey League (NHL) auf der Position des Verteidigers bestritten hat. Zudem absolvierte er 210 Partien in der American Hockey League (AHL).

## Karriere
Pateryn begann seine Karriere in der High-School-Schulmannschaft, bevor er zu den Ohio Blue Jackets in die United States Hockey League (USHL) wechselte. Nach Ende der Saison wurde er im NHL Entry Draft 2008 in der fünften Runde an insgesamt 128. Position von den Toronto Maple Leafs aus der National Hockey League (NHL) ausgewählt. Diese transferierten seine Spielerrechte allerdings noch im selben Jahr gemeinsam mit einem Zweitrunden-Wahlrecht zu den Canadiens de Montréal, die im Gegenzug den Belarussen Michail Hrabouski an Toronto abgaben. Anschließend wechselte Pateryn an die University of Michigan, wo er für das dortige Eishockeyteam in der Central Collegiate Hockey Association (CCHA), einer Division der National Collegiate Athletic Association (NCAA), spielte. In der Saison 2010/11 erreichte er mit der Mannschaft nach dem Gewinn der regulären Saison den Einzug in die Finalserie der NCAA. Dabei entwickelte er sich zu einem der wichtigsten defensiven Verteidiger seiner Mannschaft.
Nach seinem College-Abschluss unterzeichnete Pateryn im März 2012 einen Einstiegsvertrag über drei Jahre mit den Canadiens de Montréal. In der Saison 2012/13 spielte er daraufhin zunächst für das damalige Farmteam der Canadiens, die Hamilton Bulldogs, in der American Hockey League (AHL), bevor er gegen Ende der regulären Saison zu seinem NHL-Debüt gegen die Tampa Bay Lightning kam. In der folgenden Saison wurde er zum Assistenzkapitän der Bulldogs ernannt und konnte mit 34 Punkten aus 68 Spielen seine Punktausbeute aus der Vorsaison fast verdreifachen. Seine 15 Tore waren zudem die zweitmeisten aller Verteidiger der Liga.
Im März 2015 konnte sich Pateryn erstmals dauerhaft im NHL-Kader der Canadiens etablieren und zeichnete sich dort besonders durch sein physisches Spiel aus. In den Playoffs erzielte er schließlich seinen ersten Scorerpunkt in der NHL, als er im Spiel gegen die Ottawa Senators ein Tor von Tom Gilbert vorbereitete. Nach über fünf Jahren in der Organisation der Canadiens wurde Pateryn im Februar 2017 samt einem Viertrunden-Wahlrecht für den NHL Entry Draft 2017 an die Dallas Stars abgegeben. Im Gegenzug wechselte Jordie Benn nach Montréal. Bei den Stars verbrachte der Defensivspieler eine Saison, ehe er im Juli 2018 einen Dreijahresvertrag bei den Minnesota Wild unterzeichnete.
Vor Vollendung dessen wurde Pateryn im Januar 2021 im Tausch für Ian Cole an die Colorado Avalanche abgegeben. Dort war er nur knapp drei Monate aktiv, ehe ihn die Avalanche im April 2021 mitsamt einem Fünftrunden-Wahlrecht im NHL Entry Draft 2021 zu den San Jose Sharks transferierte. Im Gegenzug erhielt Colorado Devan Dubnyk. Nach lediglich drei Einsätzen für die Sharks und das Farmteam San Jose Barracuda wechselte er im Juli desselben Jahres als Free Agent zu den Anaheim Ducks, wo er im August 2022 seine aktive Karriere im Alter von 32 Jahren beendete. Er wurde daraufhin von den Pittsburgh Penguins als Scout verpflichtet.

## Erfolge und Auszeichnungen
- 2010 Mason-Cup-Gewinn mit der University of Michigan

## Karrierestatistik
(Legende zur Spielerstatistik: Sp oder GP = absolvierte Spiele; T oder G = erzielte Tore; V oder A = erzielte Assists; Pkt oder Pts = erzielte Scorerpunkte; SM oder PIM = erhaltene Strafminuten; +/− = Plus/Minus-Bilanz; PP = erzielte Überzahltore; SH = erzielte Unterzahltore; GW = erzielte Siegtore; 1 Play-downs/Relegation; Kursiv: Statistik nicht vollständig)